# Top Seed Open
Top Seed Open – żeński turniej tenisowy kategorii WTA International Series zaliczany do cyklu WTA Tour, rozgrywany na twardych kortach w amerykańskim Lexington w sezonie 2020. W latach 1997–2019 odbywały się zawody rangi ITF.

## Mecze finałowe

### Gra pojedyncza kobiet
| Rok  | Zwyciężczyni   | Finalistka    | Wynik    |
| 2020 | Jennifer Brady | Jil Teichmann | 6:3, 6:4 |

### Gra podwójna kobiet
| Rok  | Zwyciężczynie               | Finalistki                   | Wynik    |
| 2020 | Hayley Carter Luisa Stefani | Marie Bouzková Jil Teichmann | 6:1, 7:5 |